# Iványi Béla (orvos)
Iványi Béla (Szeged, 1953. április 29. –) magyar orvos, patológus, a Szegedi Tudományegyetemen a Szent-Györgyi Albert Klinikai Központ Általános Orvostudományi Kar Pathológiai Intézetének egyetemi tanára, 2010 és 2018 között igazgatója. Az MTA doktora.

## Kutatási területe
A tubulointerstitialis vesebetegségek morfológiája és klinikopatológiai összefüggései, továbbá a veseelégtelenség kialakulását befolyásoló tényezők.

## Életpályája
Egyetemi tanulmányokat a Szegedi Orvostudományi Egyetem Általános Orvostudományi Karán folytatott 1972-1978 közt, 1978-ban avatták orvosdoktorrá summa cum laude minősítéssel. A Patológiai Intézetbe került dolgozni, kórbonctanból-kórszövettanból tett szakorvosi vizsgát 1983-ban. Mind a kutatás-, mind az oktatás és a kutatásszervezés és az oktatásszervezés terén is jelentős munkásságot fejtett ki. 1988-ban megvédte „A heveny bacterialis pyelonephritis pathomorphológiája” című kandidátusi disszertációját. 1992-ben kinevezték egyetemi docensnek. 1994-ben „Az elsodleges és másodlagos tubulointerstitialis vesebetegségek morphológiai elváltozásai és klinikopathológiai összefüggései” című nagydoktori disszertációját védte meg a Magyar Tudományos Akadémián. 1996-ban habilitált, 2001-ben kinevezték egyetemi tanárnak. 2009 óta vezeti a Patológiai Intézetet, előbb megbízottként, majd kinevezéssel.
Tudományos közleményeinek száma több mint 200. Tudományos közleményeit főleg angol nyelven adja közre. Tagja a SZTE Klinikai Orvostudományi Doktori Iskolának, témavezetettjei közül egy fő ért el PhD fokozatot 2010-ben. Az orvosutánpótlás oktatásában, nevelésében is kiemelkedő munkát végez, külföldi hallgatók számára angol nyelvű előadásokat is tart. Élen jár az egyetem nemzetközi szakmai kapcsolatainak ápolásában, tapasztalatcsere céljából 3 alkalommal összesen 14,5 hónapot töltött Németországban (DAAD ösztöndíj: Mainz, Heidelberg; Berlin), 7 alkalommal összesen 20 hónapot Dániában (Aarhus), 1 alkalommal 1 hónapot Kanadában (Edmonton), 2 alkalommal összesen 1,5 hónapot az Egyesült Királyságban (London, Guy’s Hospital, UCL).
A „Hypertonia és Nephrologia” (Medintel Kiadó, Budapest) című jeles hazai szakmai folyóirat szerkesztőbizottsági tagja. További számos hazai szakmai folyóiratban jelentek meg tanulmányai, bírálatai. Hazai tudományos kongresszusok szervezésében is gyakran részt vesz. 1992 és 2007 közt 81 belföldi kongresszuson szerepelt, 30 alkalommal előadóként. 1983 és 2007 közt 47 nemzetközi kongresszuson vett rész, 44 alkalommal előadóként.

## Tudományos közleményei (válogatás)
- Tubulointerstitial inflammation, cast formation, and renal parenchymal damage in experimental pyelonephritis. (Társszerzőkkel) ld. Am. J. Pathol. 1983.
- Microvascular injury and repair in acute humán bacterial pyelonephritis. (Társszerző W. Thoenes) ld. Virchows Arch. A 1987.
- Acute humán pyelonephritis: leukocytic infiltration of tubules and localization of bacteria. (Társszerzőkkel) ld. Virchows Arch. A 1988.
- Demonstration of bacterial antigén ín macrophages in experimental pyelonephritis. (Társszerzőkkel) ld. Virchows Arch. B. 1990.
- Frequency of light chain deposition nephropathy relatíve to renal amyloidosis and Bence Jones cast nephropathy in a necropsy study of patients with myeloma ld. Arch. Pathol. Lab. Med. 1990.
- Immunohistochemical identification of tubular segments in percutaneous renal biopsies. (Társszerző T.S. Olsen) ld. Histochemistry 1991.
- The distal nephron is preferentially infiltrated in acute interstitial nephritis. (Társszerzőkkel) ld. Virchows Arch. A 1992.
- Postcapillary venule-like transformation of peritubular capillaries in acute renal allograft rejection. (Társszerzőkkel) ld. Arch. Pathol. Lab. Med. 1992.
- Development of chronic renal failure in patients with multiple myeloma ld. Arch. Pathol. Lab. Med. 1993.
- Segmental localization and quantitative characteristics of tubulitis in kidney biopsies from patients undergoing acute rejection. (Társszerzőkkel) ld. Transplantation 1993.
- The role of ultrasonography and biopsy following kidney transplantation: Ultrahangvizsgálat és biopszia szerepe és helye vesetranszplantáció után (Társszerzőkkel) ld. Orvosi Hetilap 1998.
- Familial mitochondrial tubulointerstitial nephropathy (Társszerzőkkel) ld. Nephrology Dialysis Transplantation 1999.
- Peritubular capillaries in chronic renal allograft rejection: A quantitative ultrastructural study (Társszerzőkkel) ld. Human Pathology 2000.
- Transplant capillaropathy and transplant glomerulopathy: Ultrastructural markers of chronic renal allograft rejection (Társszerzőkkel) ld. Nephorology Dialysis Transplantation 2003.
- Peritubular capillary damage in acute humoral rejection: An ultrastructural study on human renal allografts (Társszerzőkkel) ld. American Journal of Transplantation 2005)
- Recent advances in the investigation of pancreatic inflammation induced by large doses of basic amino acids in rodents (Társszerzőkkel) ld. Laboratory Investigation 2014.
- New Insights into the Methodology of L-Arginine-Induced Acute Pancreatitis. (Társszerzőkkel) ld. Plos One 2015.
- Morphologic Features and Clinical Impact of Arteritis Concurrent with Transplant Glomerulopathy. (Társszerzőkkel) ld. Pathology and Oncology Research 2016.

## Társasági tagság
- Magyar Patológusok Társasága,
- Magyar Nefrológiai Társaság (2000-2006: vezetőségi tag),
- Magyar Transzplantációs Társaság (2006-2007: vezetőségi tag),
- MTA Köztestületi tag,[3]
- European Dialysis and Transplantation Association.

## Díjak, elismerések
- Kiváló munkáért (művelődésügyi miniszter, 1988),
- Széchenyi Professzori Ösztöndíj (1998-2001),
- Batthyány-Strattmann László-díj (egészségügyi miniszter, 2007)